# Julius Pohl (Geistlicher)

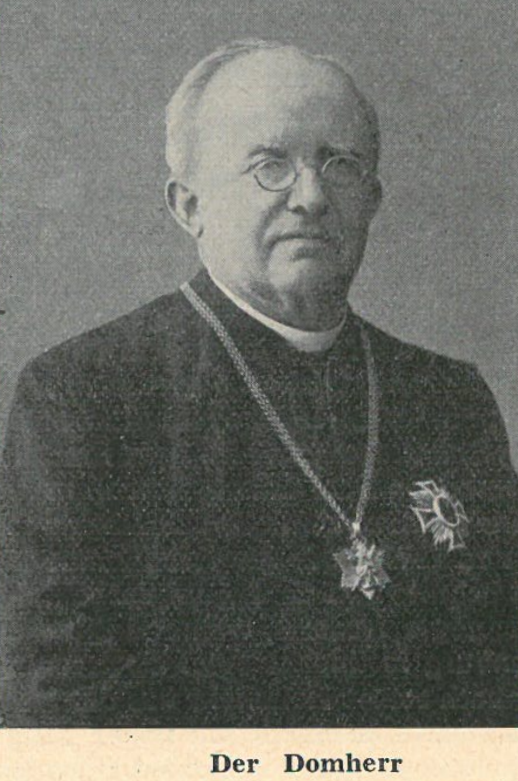
Julius Pohl

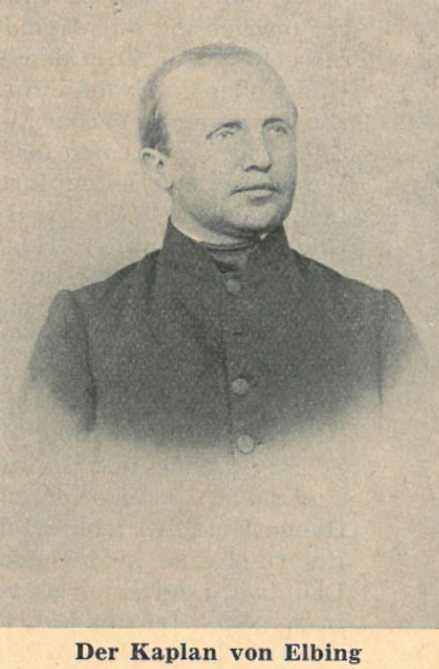
Julius Pohl als junger Kaplan in Elbing

Julius Cäsar Pohl (* 13. Juli 1830 in Frauenburg im Ermland; † 9. März 1909 in Zell am Main) war ein deutscher katholischer Geistlicher und Lyriker.

## Leben
Julius Pohl wurde 1830 im Kreis Braunsberg geboren und besuchte ab 1842 das Gymnasium in Braunsberg. Ab dem Jahr 1854 studierte er Theologie am Lyceum Hosianum und erhielt im Juli 1857 die Priesterweihe. Im Anschluss wirkte er als Hilfspriester im Bistum Ermland unter anderem in Freudenberg, Migehnen und Elbing. Er erhielt vom Domkapitel in Frauenburg das „Stipendium Preuckianum“, das vom ermländischen Domherrn Johann von Preuck 1631 testamentarisch gestiftet worden war, um ermländischen Theologen ein Studium in Rom zu ermöglichen. So reiste er nach Rom und studierte dort von Herbst 1861 bis Sommer 1862. Nach der Heimkehr wurde er 1863 zum Domvikar des Frauenburger Doms ernannt. Gleichzeitig wirkte er als Bischofssekretär und zugleich neun Jahre als Sekretär des örtlichen Domkapitels. Im Jahr 1881 wurde er zum Domherrn in Frauenburg ernannt.
Ab dem Jahr 1863 gab Julius Pohl den Illustrierten katholischen Hauskalender heraus, dessen Inhalt er überwiegend selbst verfasste. Ferner war er im Jahr 1871 der Gründer der Ermländischen Zeitung, die er dann bis 1878 redigierte. Im Jahr 1875 gründete er die Ermländische Zeitungs- und Verlagsdruckerei in Braunsberg.
Nach dem Schlaganfall im Jahr 1902 in Bad Cudowa und erneut 1906 im Kloster der Barmherzigen Brüder in Breslau zog er in das St. Norberiusheim in Zell am Main um, wo er am 26. Juli 1907 das goldene Priesterjubiläum feierte.

## Ehrungen
Zum 100. Geburtstag von Julius Pohl wurde im Juli 1930 am Frauenburger Dom ein Gedenkstein aufgestellt.

## Publikationen
- Jubelgold. Kränze um die Tiara. Mit Porträt des Hl. Vaters Leo XIII. Verlag Ferdinand Schöningh, Paderborn 1892. → vier Ausgaben bis 1903.
- Bernsteinperlen zum Schmucke der ermländisch-kölnischen Jubelmitra. Verlag Ferdinand Schöningh, Paderborn 1893. → Neue Ausgabe: Bernsteinperlen vom Haffesstrand für König, Heimat, Vaterland. 1895.
- Vaterland und Königshaus. Deutsche Weisen. Verlag F. W. Cordier, Heilgenstadt 1895.
- Veilchen und Vergißmeinnicht für gute Kinder und fromme Mütter. Ein Bilderbuch mit Reimen und Gedichten. Verlag F. W. Cordier, Heilgenstadt 1896.
- Immortellen. Gedichte. Verlag Emil Bender, Braunsberg 1899.
- Zwischen Guttstadt und Heilsberg. Landschaftliche Skizze. Zum Jubiläum der Süßenberger Kirche. (mit Zeichnungen von Sr. M. Brigitta / Eva Neumann und  Nachwort von Hans Poschmann), Selbstverlag Lemke-Poschmann-Werr, Kevelaer 1994.